# Leopold Kovalčík
Leopold Kovalčík (25. května 1921 Karviná – 14. února 1980) byl český a československý politik Komunistické strany Československa, vedoucí tajemník KV KSČ pro Severomoravský kraj, předseda Ústřední rady družstev ČSSR a poslanec Sněmovny národů Federálního shromáždění za normalizace.

## Biografie
Pocházel z dělnické rodiny. Vyučil se zámečníkem a později pracoval jako vrchní tavič v podniku VŽKG Ostrava. Členem KSČ byl od roku 1945. Od roku 1948 působil ve stranickém aparátu. Od roku 1956 zastával na Ostravsku řídící stranické posty. Absolvoval Vysokou školu stranickou ÚV KSSS v Moskvě. Od července 1968 do roku 1972 působil jako vedoucí tajemník Krajského výboru KSČ pro Severomoravský kraj. Post vedoucího tajemníka KV KSČ zastával také v Severočeském kraji. Během invaze vojsk Varšavské smlouvy do Československa v srpnu 1968 se prezentoval jako stoupenec reformního proudu, ale později se stal součástí normalizačních politických elit. 31. srpna 1968 byl kooptován za člena Ústředního výboru Komunistické strany Československa. XIV. sjezd KSČ a XV. sjezd KSČ ho v této funkci potvrdil. V ÚV KSČ byl mimo jiné zástupcem vedoucího oddělení průmyslu. Kromě toho v období srpen 1968 – listopad 1968 byl členem sekretariátu ÚV KSČ, od listopadu 1968 do května 1971 členem Byra pro řízení stranické práce v českých zemích (v období leden – říjen 1970 tajemníkem tohoto byra).
Od roku 1972 byl předsedou Ústřední rady družstev ČSSR. Ve funkci předsedy ho potvrdil VII. sjezd Ústřední rady družstev v prosinci 1974 i VIII. sjezd v dubnu 1978. V roce 1971 získal Řád práce. Byl mu také udělen Řád Vítězného února.
Ve volbách roku 1971 zasedl do české části Sněmovny národů (volební obvod č. 30 – Ústí nad Labem, Severočeský kraj). Mandát obhájil ve volbách roku 1976 (obvod Ostrava II). Ve FS zasedal do své smrti v roce 1980. Pak ho nahradil Josef Haman.